# Васильківські Карпати
Васильківські Карпати — ландшафтний заказник місцевого значення, що розташований поміж селами Велика Бугаївка, Гвоздів, Крушинка, Рославичі Васильківського району Київської області. Створений згідно з рішенням 6-ї сесії ХХІІІ скликання Київської обласної ради від 2 лютого 1999 року за № 79-06-ХХІІІ.

## Загальні відомості
Землекористувачем території заказника із земель запасу є Великобугаївська сільська рада (41,3 га), Гвоздівська сільська рада (108,5 га), Крушинська сільська рада (18,8 га), Рославичівська сільська рада (58,2 га). Державне управління екологічної безпеки у Київській області 6 березня 2000 затвердило Положення про ландшафтний заказник «Васильківські Карпати».
Площа заказника 226,8 га. Рельєф ландшафтного заказника горбистий зі схилами переважно помірного нахилу по основній площі і критими схилами біля днища. У верхній частині балка сформована з трьох відгалужень, по західному з яких тече потік Крушинка і ще один потік по східному. У місці їхнього злиття долина балки заболочена. Біля села Мала Бугаївка із західної сторони балка з'єднується з іншою, по якій тече річка Бугаївка. Зафіксовані випадки порушення режиму заказника внаслідок джипінгу і спроби забудови території.

## Опис
Заказник був створений на основі великої балки з прилеглими ярами, по днищу якої протікає річка Бугаївка, ліва притока річки Стугна. Для заводненого днища балки характерний прибережно-водний екотоп з болотною рослинністю, заплавним осиковим лісом. Пологі південні схили у верхній частині рельєфу балок вкриті лучно-степовою рослинністю з угрупуваннями осоково-різнотравними, пирійовими, бородачевими. У балці присутня значна частка рудеральної рослинності. Верхня і центральна частини балки були частково засаджені сосновим лісом, з якого збереглись переважно окремо стоячі дерева. У днищі балки видніються сліди штучних ставків. На час створення заказника це антропогенне втручання у природний біоценоз, його вплив на біорізноманіття було мінімальним. У нижній частині зберігся природний широколистяний мішаний ліс.
З лучно-степового різнотрав'я тут представлені миколайчики пласкі (Eryngium planum), різак (Falcaria vulgaris), полин дніпровський (Artemisia campestris), полин Маршалла (Artemisia marschalliana Spreng ), відкасник Біберштейна (Carlina bibersteinii Barnh. ex Hornem), цикорій дикий (Cichorium intybus L.), цмин пісковий (Helichrysum arenarium), нечуйвітер волохатенький (Pilosella officinarium F. Schultz et Sch. Bip.), дзвоник сибірський (Campanula sibirica), гвоздика Борбаша (Dianthus borbasii Vandas), астрагал нутовий (Astragalus cicer), люцерна румунська (Medicago romanic), конюшина альпійська (Trifolium alpestre), конюшина гірська (Trifolium montanum), материнка звичайна (Origanum vulgare), звіробій звичайний (Hypericum perforatum), шавлія лугова (Salvia pratensis), підмаренник справжній (Galium verum), вероніка широколиста (Veronica teucrium L.) та інші. З рідких рослин тут трапляється льон твердоволокнистий (Linum hirsutum L.), гронянка півмісяцева (Botrychium lunaria (L.) Sw.), що занесена до Червоної книги України.
У заказнику гніздиться понад 30 видів птахів, зустрічаються типові представники фауни регіону. Найцікавішим є ентомологічні представники тваринного світу.
Важливість заказника полягає в тому, що на Київщині степова рослинність збереглась лише на схилах балок, які не перебували у сільськогосподарському використанні і не зазнали перевипасу худобою мешканців селищ. Залишки степових біотипів важливі для збереження біорізноманіття даної території.
Необхідно відзначити, що довгий і незвичайний каньйон із пишними зеленими пірамідами є природною лінією, що розділяє фермерські угіддя, які знаходяться поблизу. 

## Галерея

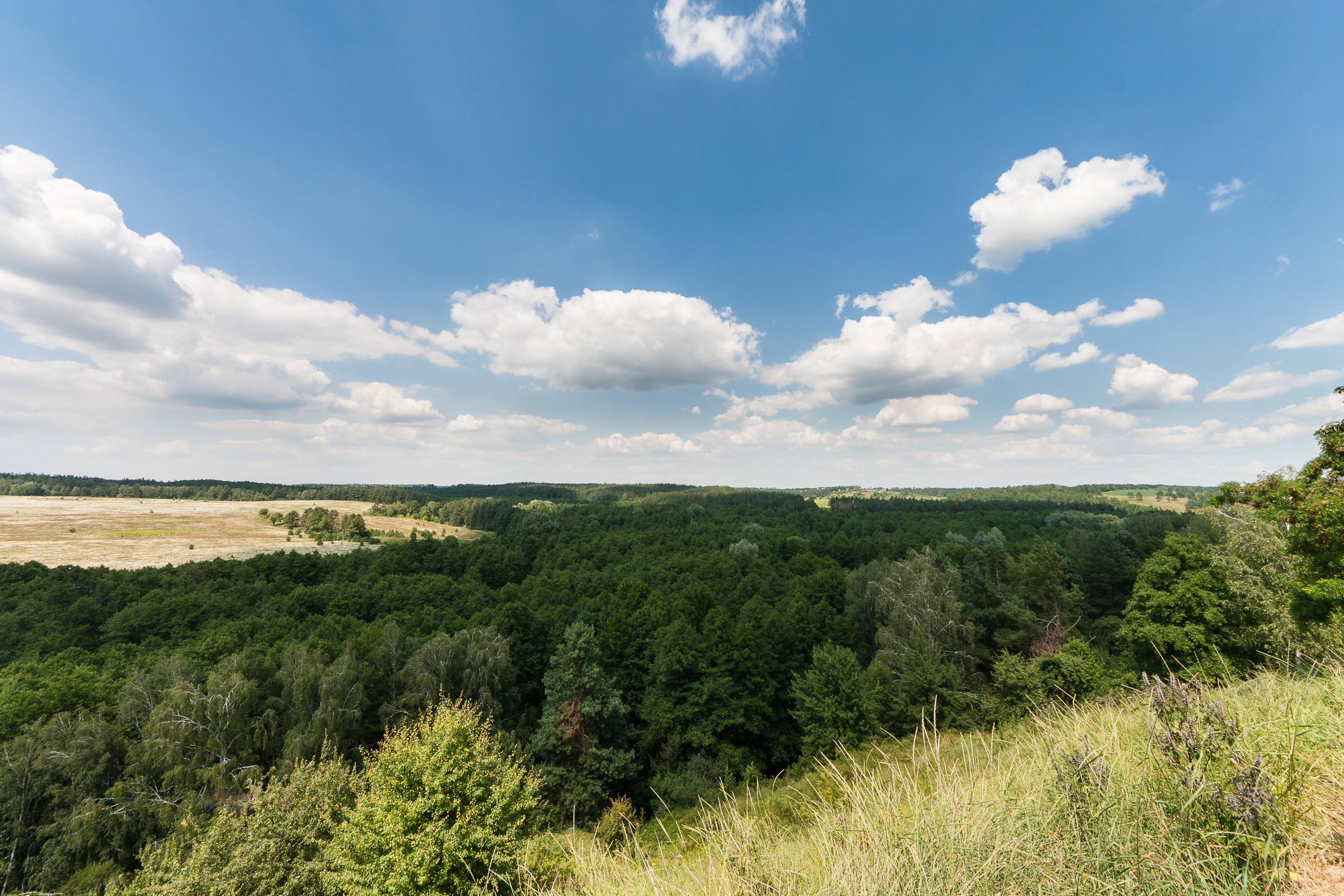
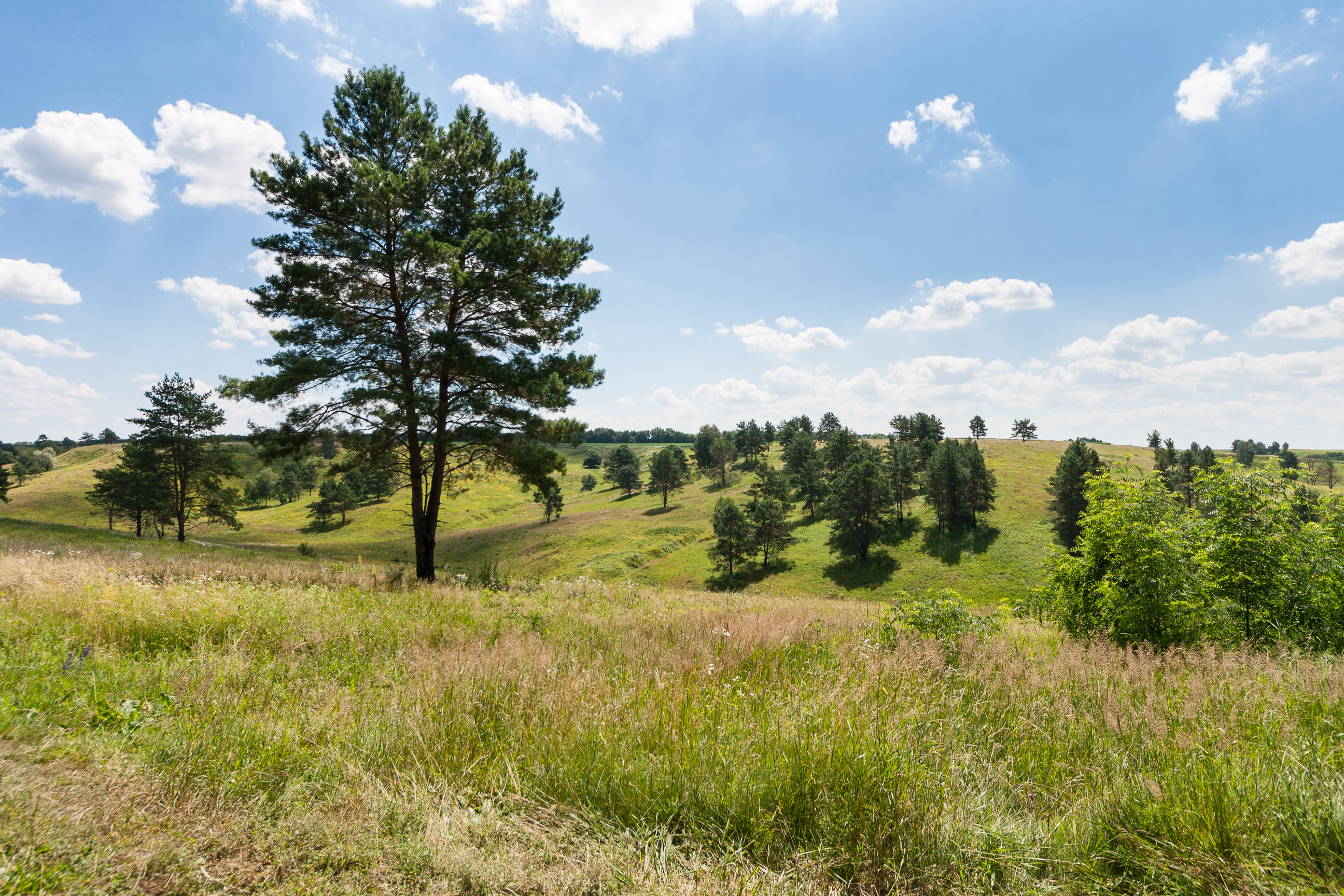
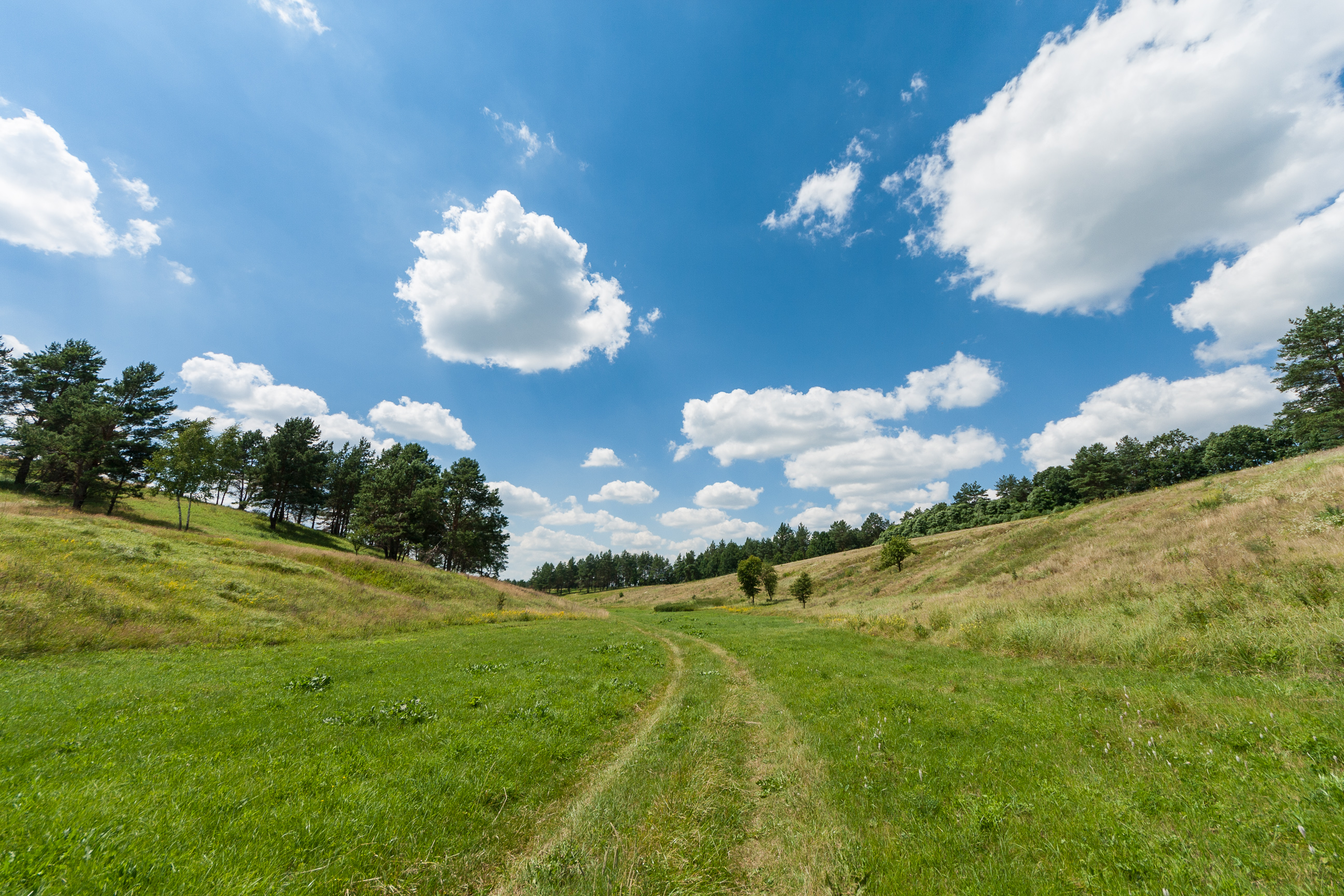
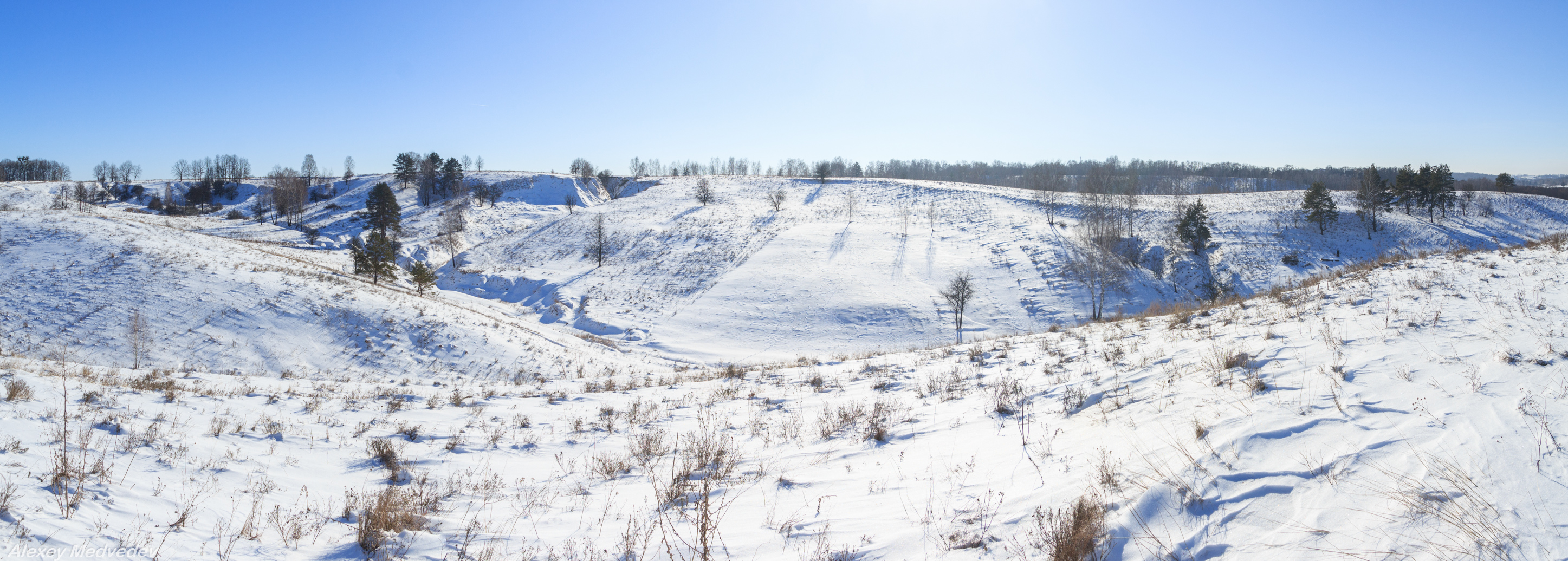
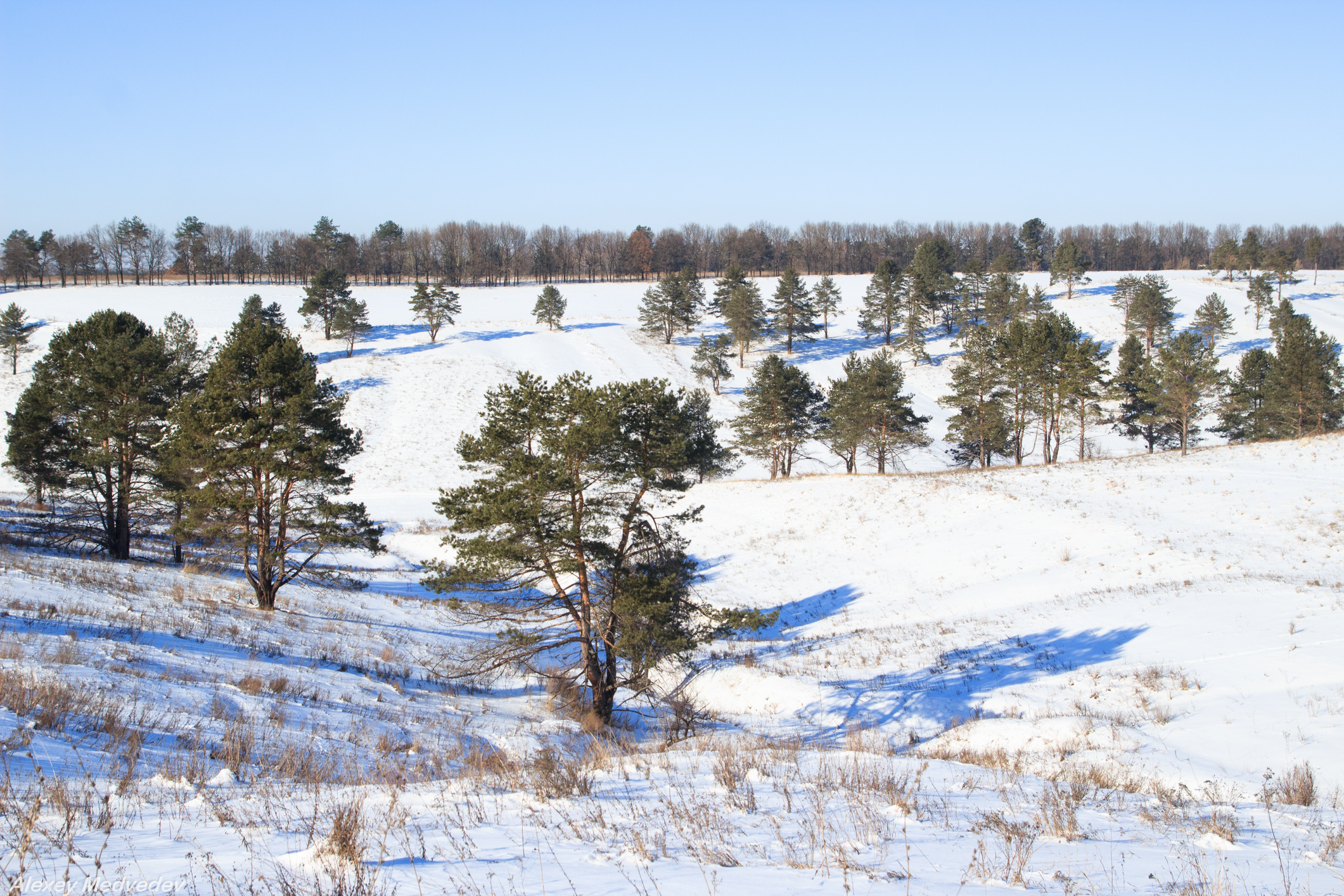
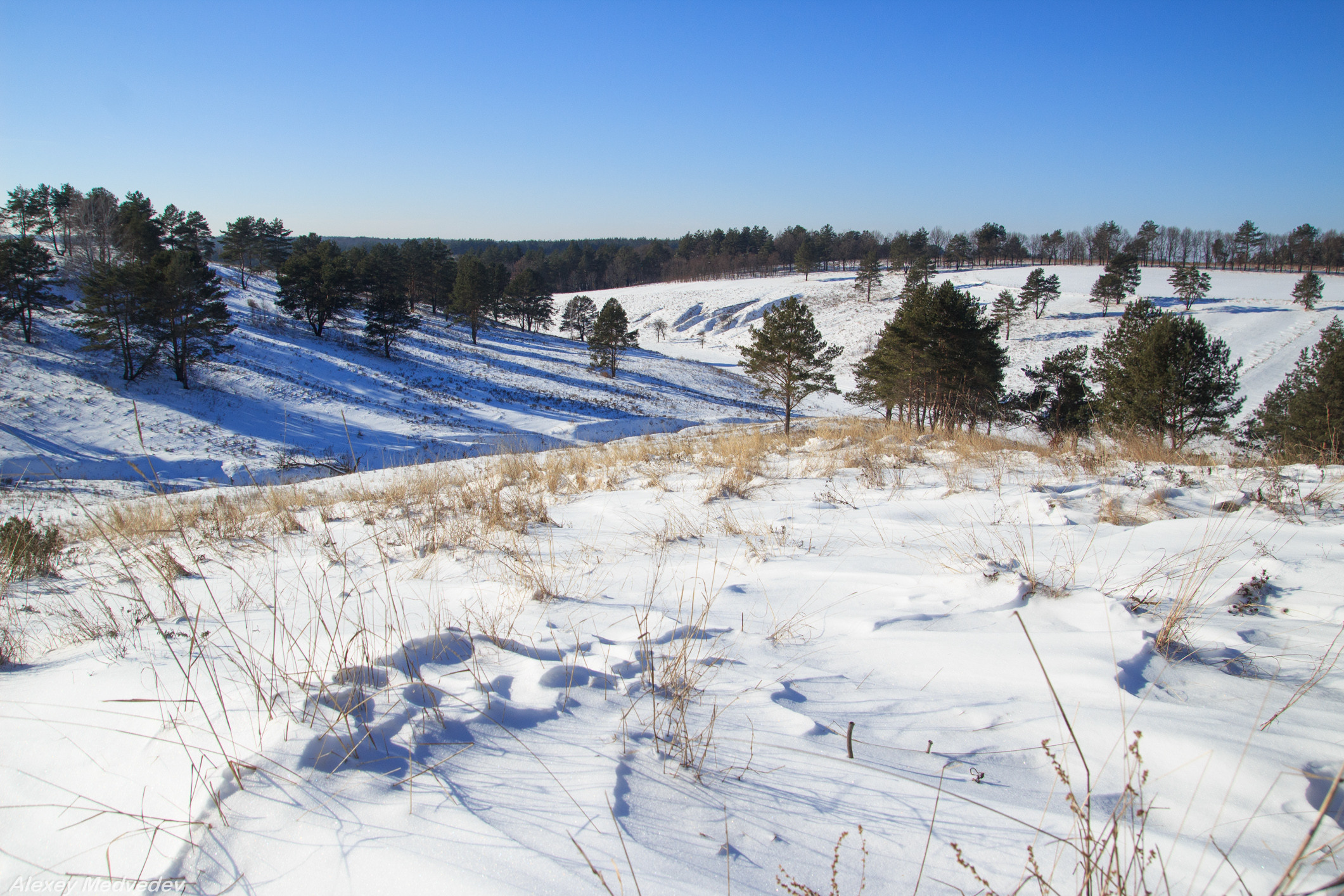
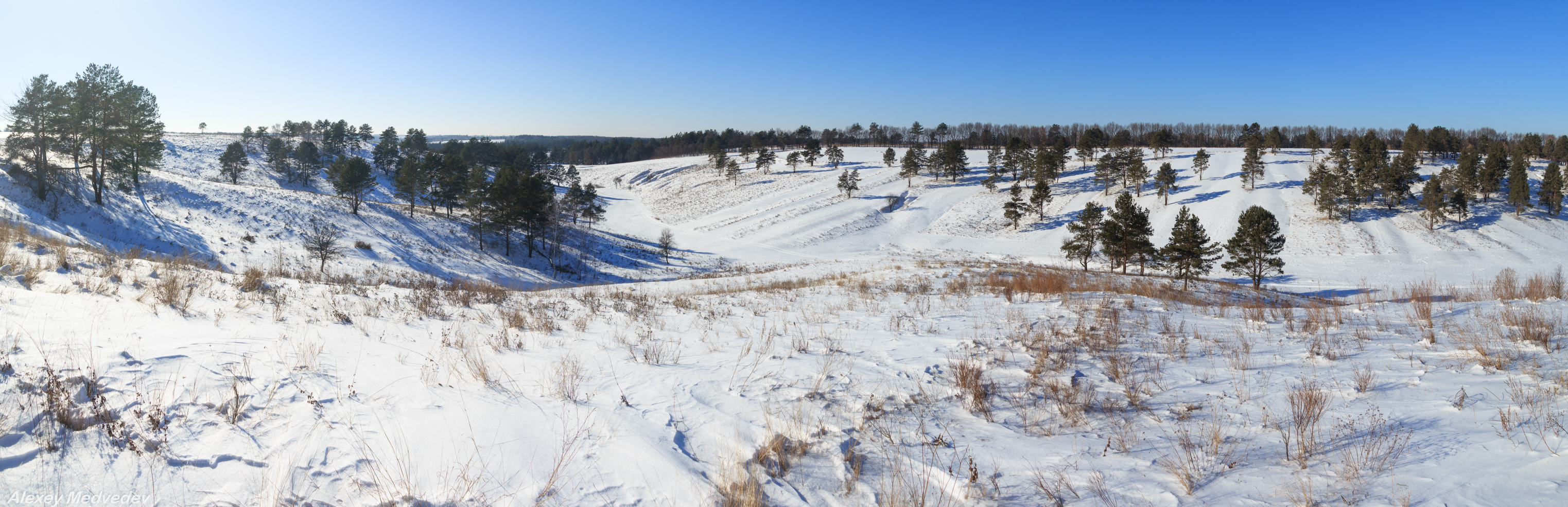
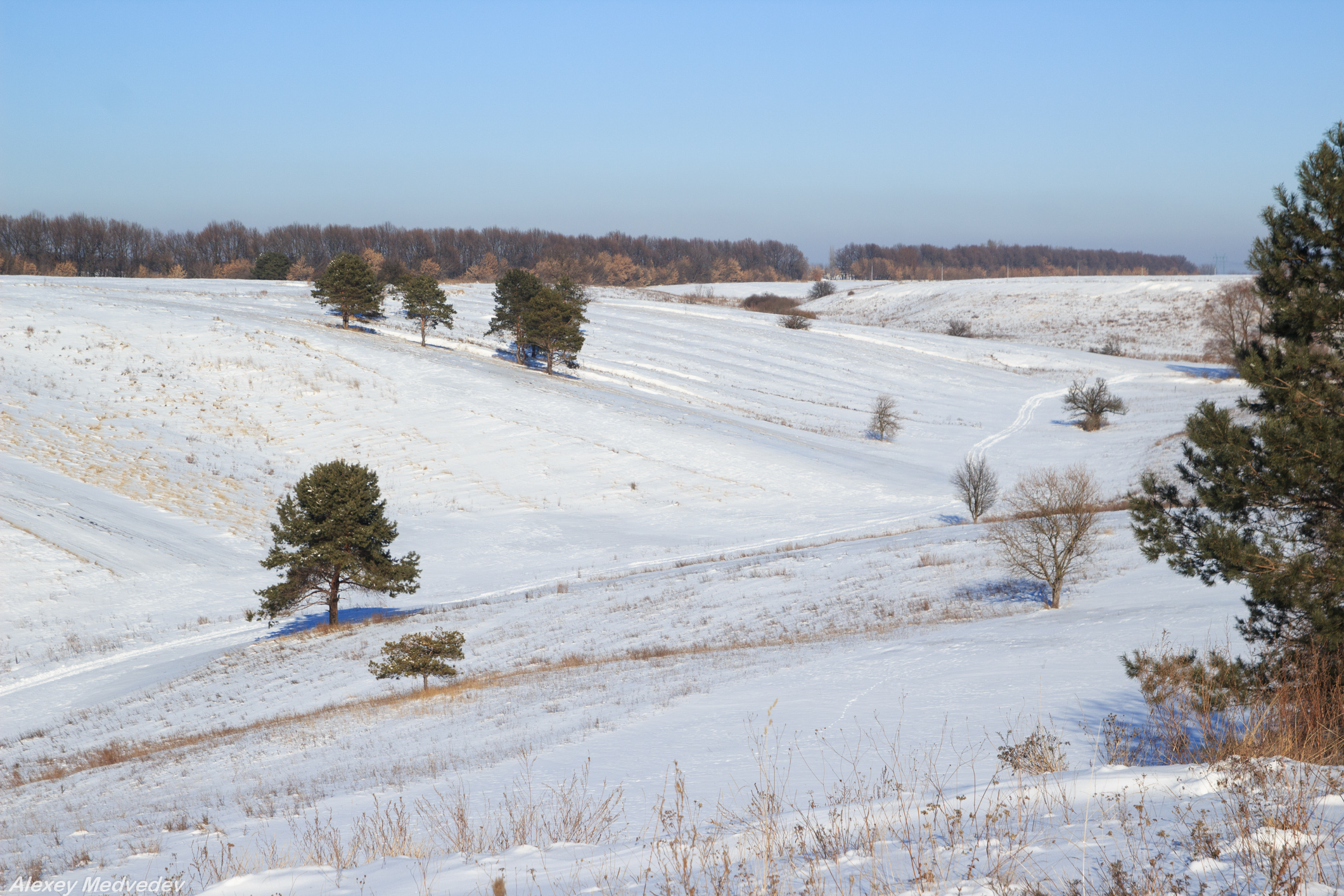
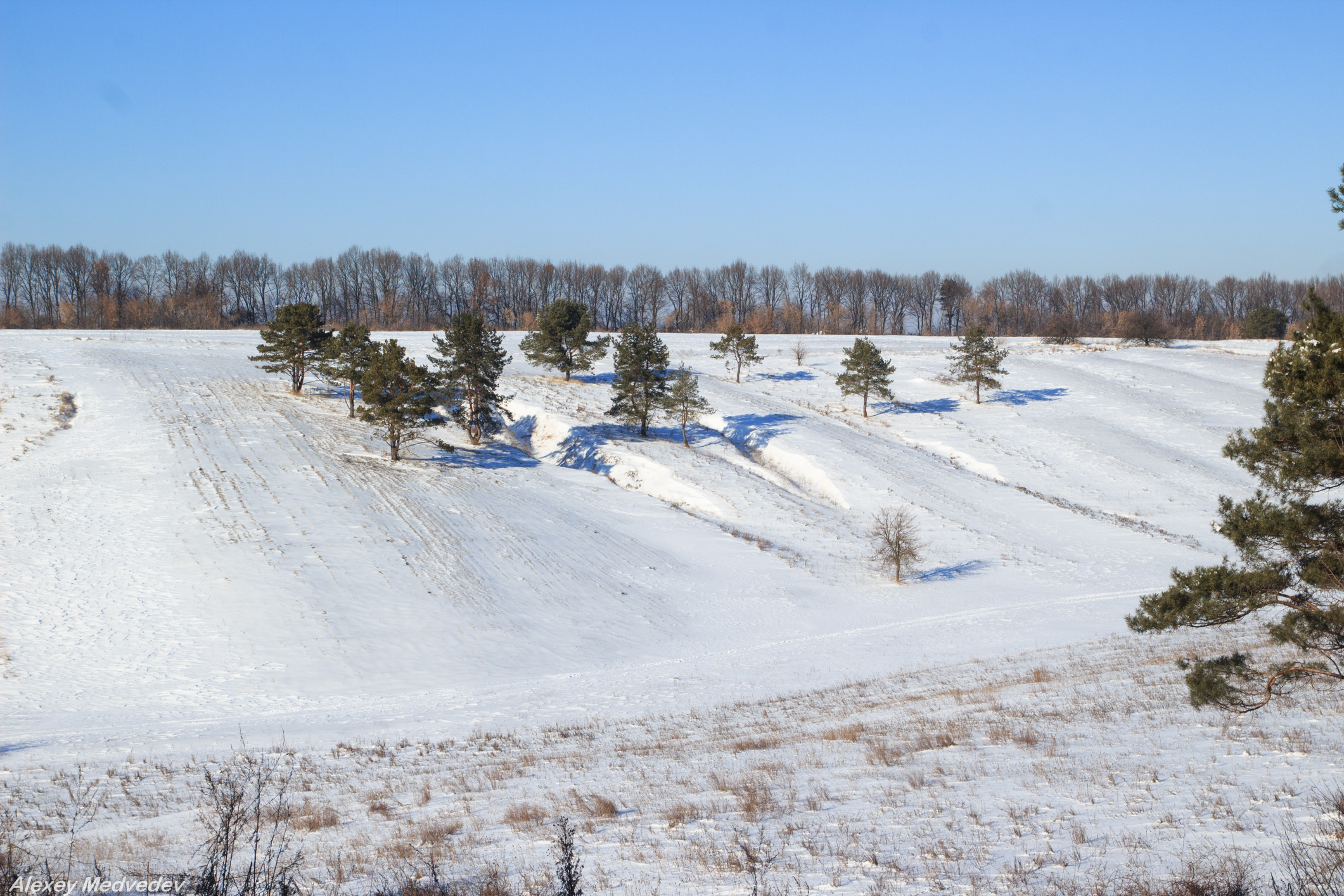
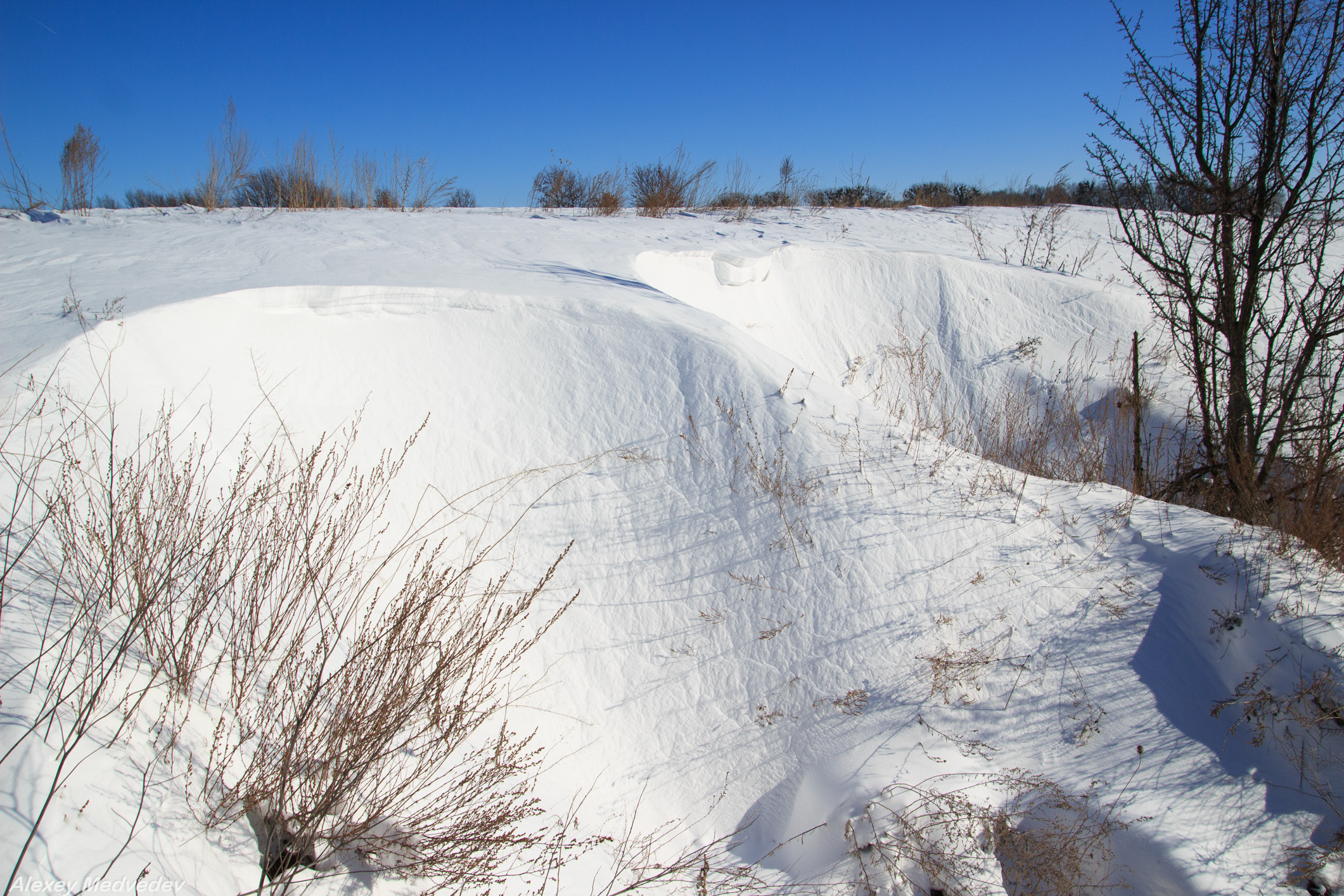
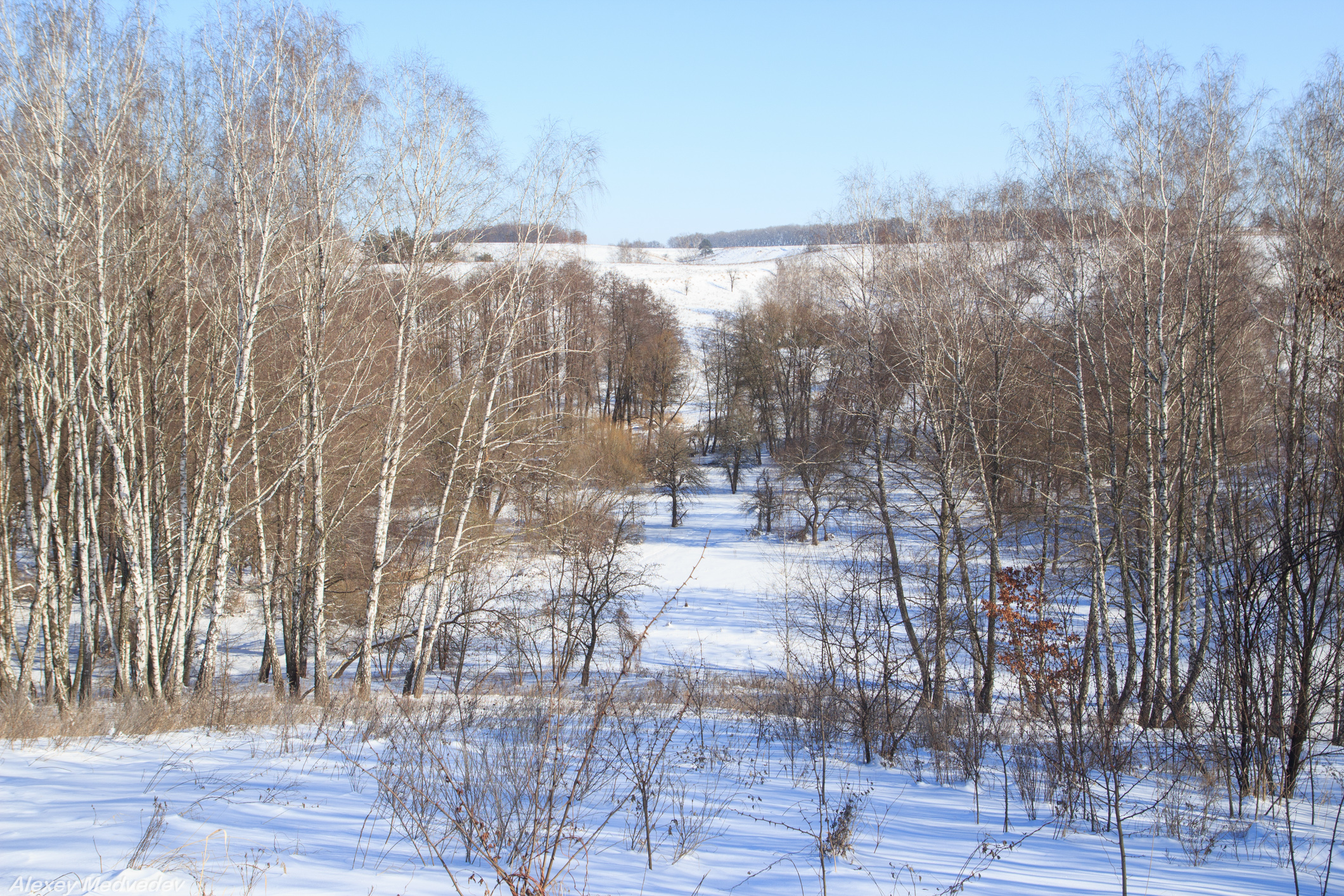
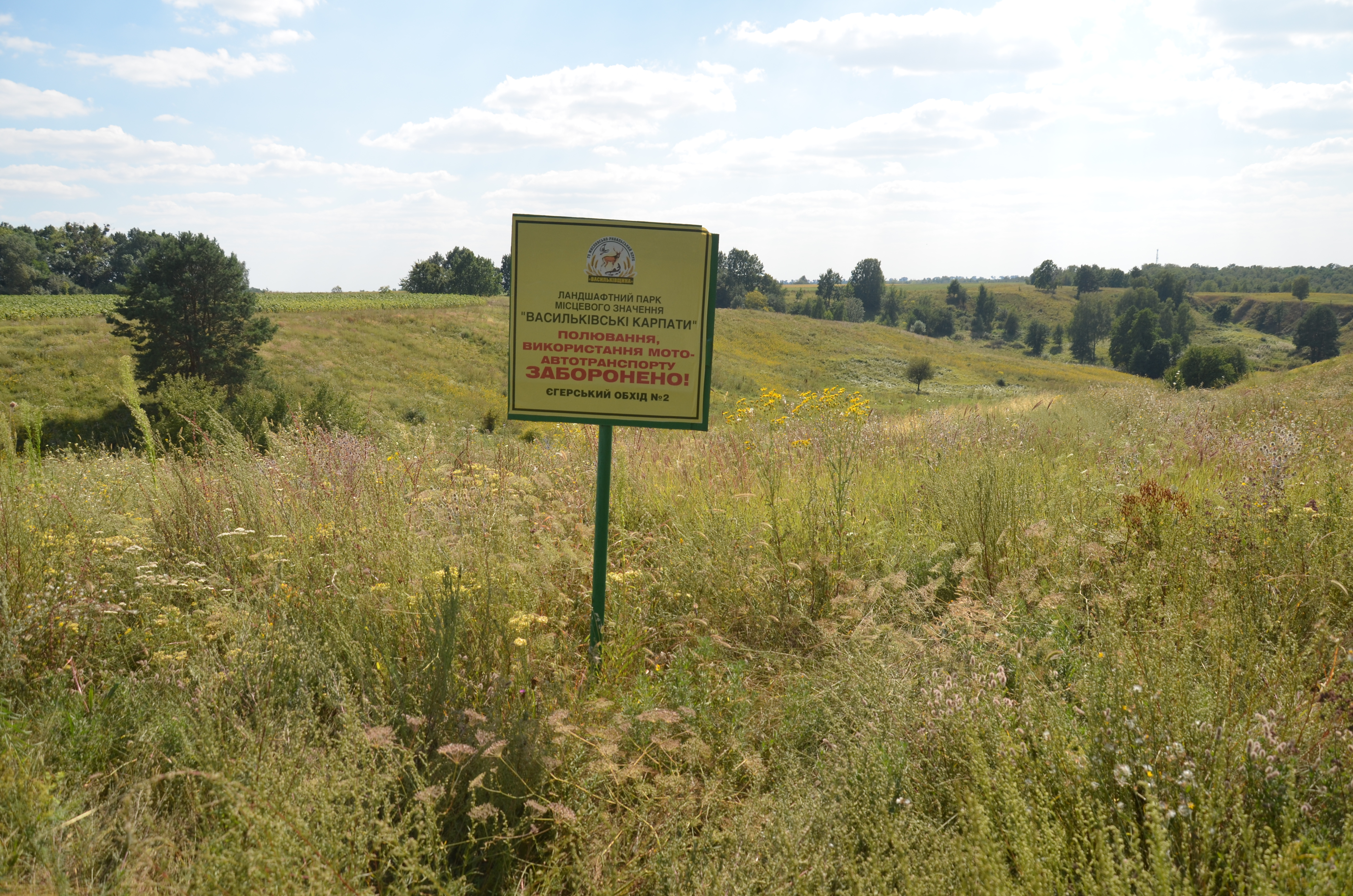
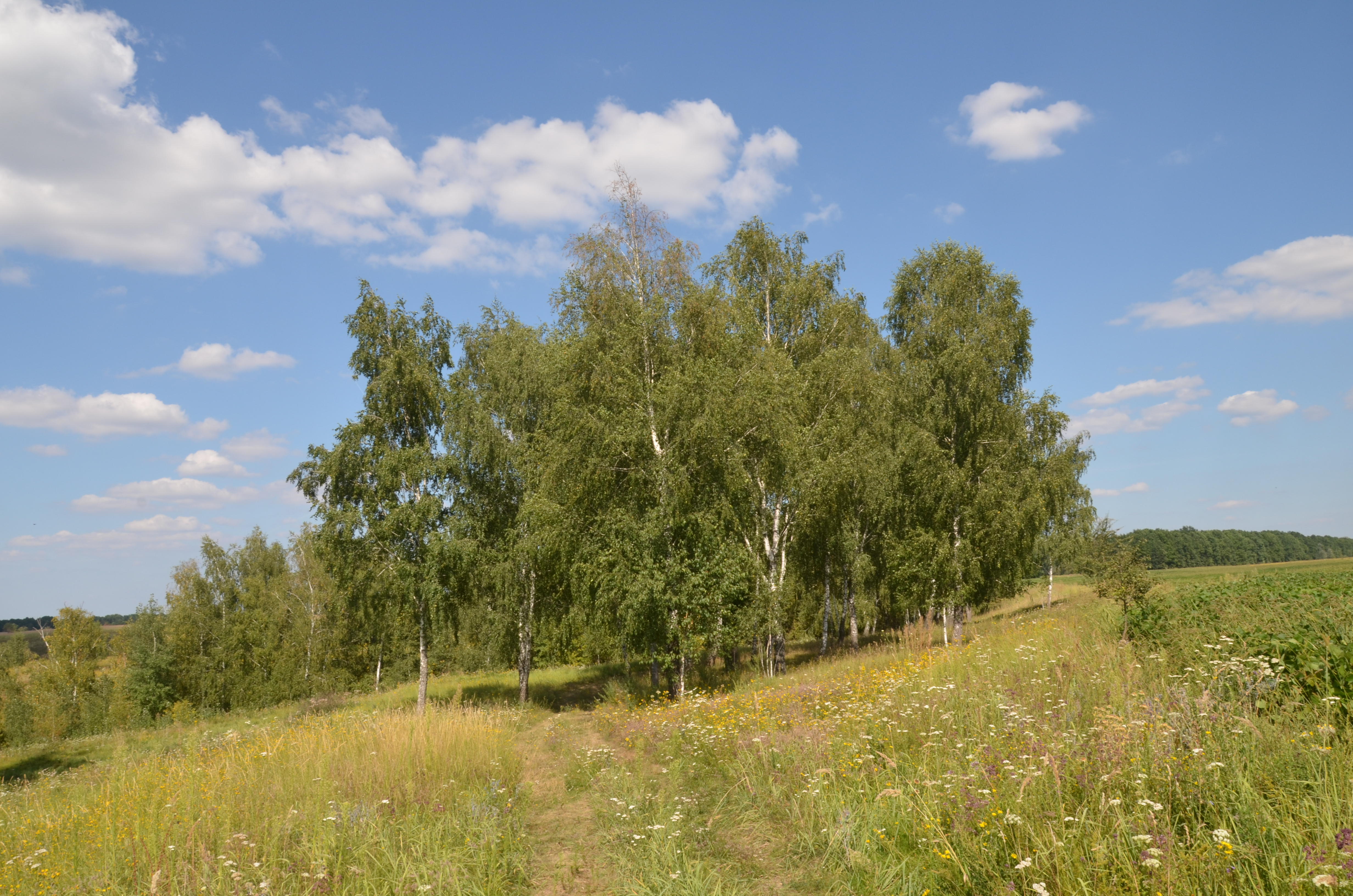
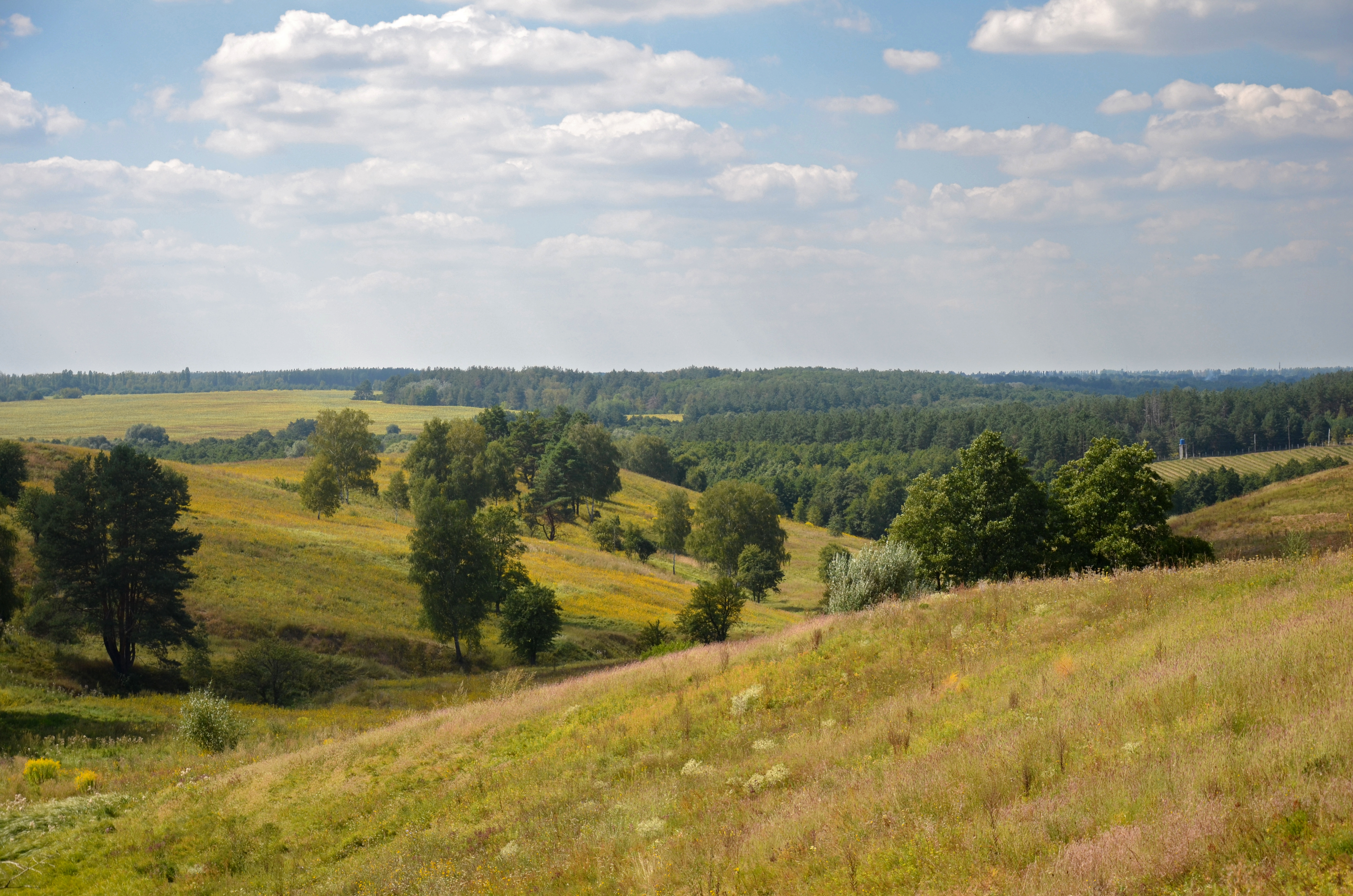
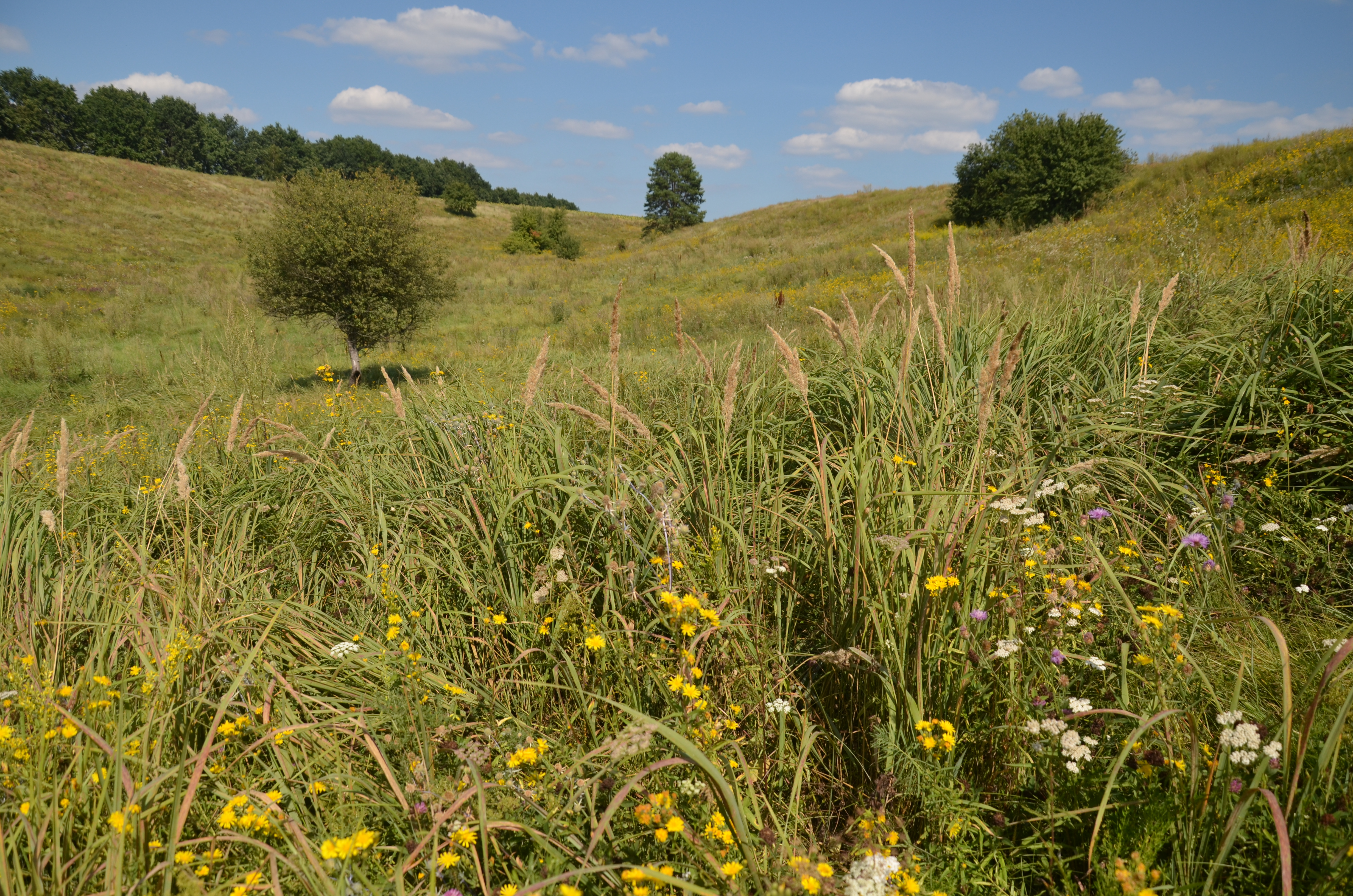